# Kölner Ruderverein von 1877

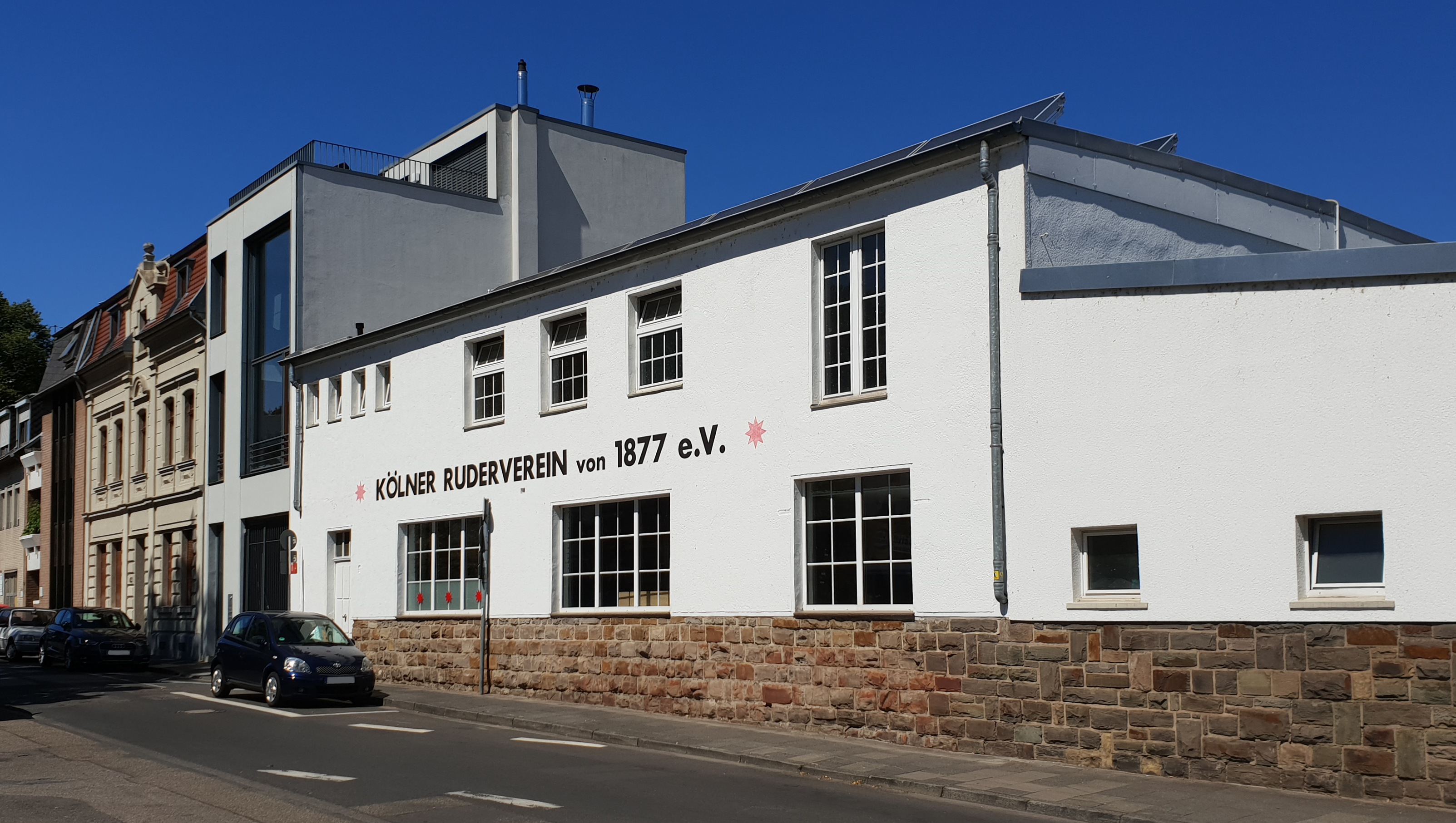
Bootshaus des KRV im Kölner Stadtteil Rodenkirchen.

Der Kölner Ruderverein von 1877 (KRV) ist der älteste aktive Ruderverein in Köln und einer der mitgliederstärksten in Deutschland. Als Gründungsmitglied des Deutschen Ruderverbandes betreibt er neben Breiten- vor allem Leistungssport in allen Altersklassen. Das Bootshaus des Rudervereins liegt unweit des Rheinufers im südlichen Kölner Stadtteil Rodenkirchen, der Trainingsbetrieb findet jedoch auf der Regattabahn im nördlichen Kölner Stadtteil Fühlingen statt.

## Geschichte
Hervorgegangen ist der Ruderverein aus einer bereits 1874 im Kölner Stadtteil Deutz gebildeten Gruppe von Rheinschwimmern. Die Mitglieder Wilhelm Priester, Franz Odendall und Felix Werres hatten ab 1876 dank eines von Priester erworbenen Zweiers mit Steuermannssitz Gefallen am Rudern gefunden und sich schließlich im Jahr darauf unter dem Namen Cölner Rudergesellschaft von 1877 von den Rheinschwimmern losgelöst.
In der Kölner Altstadt entstand auf der mittlerweile nicht mehr bestehenden Rheininsel Werthchen das erste Bootshaus, das man 1884 nach einer Umbenennung in Kölner Ruderverein von 1877 an einen Ankerplatz unterhalb des Bayenturms verlegte. 1902 zog der KRV schließlich dauerhaft in den Kölner Stadtteil Rodenkirchen, wo er bis heute sein Bootshaus und die Geschäftsstelle unterhält.
Seit seiner Gründung beteiligte sich der Ruderverein aktiv an Regatten. Die erste selbst organisierte internationale Regatta fand zudem bereits 1893 statt. Zehn Jahre zuvor hatten Mitglieder des KRV im Kölner Gürzenich den Deutschen Ruderverband mitgegründet. Wenig später entstand auf Initiative des KRV zudem der überregionale Kölner Regattaverband, in dem bis heute Ruderer aus der gesamten Kölner Bucht organisiert sind. 1909 organisierte man schließlich mit dem sogenannten Stadtachter eine eigene lokale Regatta, die bis heute jedes Jahr im Vorfeld der Kölner Lichter ausgetragen wird.
Ein gemeinsam mit der Kölner Rudergesellschaft 1891 gebildeter Achter verpasste 1928 das Podium bei der Deutschen Meisterschaft. Diese war gleichzeitig als Qualifikation für die Olympischen Sommerspiele 1928 in Amsterdam ausgerichteten worden.
Als erster Ruderverein innerhalb Kölns öffnete sich der KRV 1929 auch weiblichen Mitgliedern, die eine eigene Damenriege bildeten, jedoch erst ab 1965 innerhalb der Vereinsgremien vollwertig stimmberechtigt waren. Ab 1945 half der KRV einige Jahre dem befreundeten SRV Kreuzgasse Köln von 1911 mit Ausrüstung und Ruderbooten, nachdem dessen eigenes Bootshaus im Zweiten Weltkrieg zerstört worden war.
Bei den Olympischen Sommerspielen 1952 ging im Achter in Helsinki mit Toni Reinartz, Michel Reinartz, Roland Freihoff, Heinz Zünkler, Peter Betz, Stephan Reinartz, Hans Betz, Toni Siebenhaar und dem Steuermann Hermann Zander eine reine Mannschaft von Ruderern des KRV an den Start. Sie holte den fünften Platz.
Bis heute liegt der Fokus des KRV auf dem Leistungssport. Eine professionelle Trainerriege und ein breites Equipmentangebot sichern die regelmäßige Teilnahme an nationalen und internationalen Wettbewerben. Gegenwärtig zählt der KRV rund 400 aktive Ruderer, die jährlich etwa 173.000 Trainingskilometer zurücklegen und regelmäßig Medaillen bei Deutschen Jugendmeisterschaften ergattern.  Der allwöchentliche Trainingsbetrieb des Rudervereins findet auf der Regattabahn im Kölner Stadtteil Fühlingen statt. Alljährlich organisiert der KRV ferner in Zusammenarbeit mit dem ASV Köln in den Wintermonaten den Ergo-Cup.

## Erfolge (Auswahl)
Gelistet werden nur die Erstplatzierungen bei offiziellen deutschen und internationalen Meisterschaftsrennen sowie Vizeweltmeistertitel, jeweils ohne Juniorenwettbewerbe.
- 1950  Deutscher Meister im Achter
- 1952  Deutscher Meister im Achter
- 1955  Deutscher Meister im Achter
- 1954  Vizeeuropameister im Frauen-Doppelzweier
- 1976  Weltmeister im Leichtgewichts-Achter
- 1977  Deutscher Meister im Achter (in Rgm.)
- 1977  Vizeweltmeister im Vierer mit Steuermann (in Rgm.)
- 1978  Vizeweltmeister im Vierer mit Steuermann (in Rgm.)
- 1978  Weltmeister im Frauen-Achter (in Rgm.)
- 1978  Deutscher Meister im Achter
- 1979  Deutscher Meister im Achter
- 2019  Weltmeister im Masters-Einer
- 2019  Deutscher Sprintmeister im Doppelvierer
- 2022  Deutscher Sprintmeister im Doppelvierer